# The Voice of Enigma
Pistes de MCMXC a.D.
Principles of Lust - Sadeness/Find Love/Sadeness (reprise)
The Voice of Enigma est une chanson du groupe Enigma parue en 1990.
Il s'agit du titre d'ouverture de l'album MCMXC a.D. sorti fin 1990. The Voice of Enigma est une sorte de présentation des genres musicaux du groupe des titres qui s'annoncent sur ce premier album, mélange de pop et de chants grégoriens, ce qui allait devenir un peu la marque de fabrique du groupe créé par le producteur Michael Cretu, bien qu'il ne se soit pas cantonné à cette formule, en remplaçant par exemple les chants grégoriens par des chants ethniques, ou en chantant lui-même.
Quelques morceaux de la voix de The Voice of Enigma sont repris pour Hallelujah, seconde partie du titre Back To The Rivers of Belief.

## Aperçu
Le titre commence par les sons d'une corne de brume (qui deviendra une sorte de leitmotiv, surnommé « Enigma horn ») suivi d'une voix féminine (qui s'avère être celle de Louisa Stanley, à l'époque cadre chez Virgin), qui parle. S'ensuit le sample du chant grégorien Procedamus in pace! (Allons dans la paix!), qui appelle le premier mouvement en trois parties de l'album, intitulé Principles of Lust, avant même qu'il ne commence.